# Tour de France de 1939
O Tour de France 1939 foi a 33º Volta a França, e o vencedor foi Sylvère Maes da Bélgica. Esta foi a última edição antes do início da Segunda Guerra Mundial. As competições foram reiniciadas em 1947.

## Resultados

### Classificação geral
| Class. | Nome                 | País          | Tempo velocidade média     |
| ------ | -------------------- | ------------- | -------------------------- |
| 1      | Sylvère Maes         | Bélgica       | 132h 03' 17" (31,986 km/h) |
| 2      | René Vietto          | França        | 30' 38"                    |
| 3      | Lucien Vlaemynck     | Bélgica       | 32' 08"                    |
| 4      | Mathias Clemens      | Luxemburgo    | 36' 09"                    |
| 5      | Edward Vissers       | Bélgica       | 38' 05"                    |
| 6      | Sylvain Marcaillou   | França        | 45' 16"                    |
| 7      | Albertin Disseaux    | Bélgica       | 46' 54"                    |
| 8      | Jan Lambrichs        | Países Baixos | 48' 01"                    |
| 9      | Albert Ritserveldt   | Bélgica       | 48' 27"                    |
| 10     | Cyriel Vanoverberghe | Bélgica       | 49' 44"                    |

### Etapas
| Etapa   | Percurso                             | km       | Vencedor etapa      | Líder na classificação geral |
| 1ª      | Paris-Caen                           | 215      | Amédée Fournier     | Amédée Fournier              |
| 2ª (a)  | Caen-Vire                            | 63 (CR)  | Romain Maes         | Romain Maes                  |
| 2ª (b)  | Vire-Rennes                          | 120      | Eloi Tassin         | Jean Fontenay                |
| 3ª      | Rennes-Brest                         | 244      | Pierre Cloarec      | Jean Fontenay                |
| 4ª      | Brest-Lorient                        | 174      | Raymond Louviot     | René Vietto                  |
| 5ª      | Lorient-Nantes                       | 207      | Amédée Fournier     | René Vietto                  |
| 6ª (a)  | Nantes-La Rochelle                   | 144      | Lucien Storme       | René Vietto                  |
| 6ª (b)  | La Rochelle-Royan                    | 107      | Edmond Pagès        | René Vietto                  |
| 7ª      | Royan-Bourdeaux                      | 198      | Raymond Passat      | René Vietto                  |
| 8ª (a)  | Bordeaux-Salies-de-Béarn             | 210      | Marcel Kint         | René Vietto                  |
| 8a (b)  | Salies-de-Béarn-Pau                  | 69 (CR)  | Karl Litschi        | René Vietto                  |
| 9ª      | Pau-Toulouse                         | 311      | Edward Vissers      | René Vietto                  |
| 10ª (a) | Toulouse-Narbona                     | 148      | Pierre Jaminet      | René Vietto                  |
| 10ª (b) | Narbona-Béziers                      | 27 (CRI) | Maurice Archambaud  | René Vietto                  |
| 10ª (c) | Béziers-Montpellier                  | 71       | Maurice Archambaud  | René Vietto                  |
| 11ª     | Montpellier-Marselha                 | 212      | Fabien Galateau     | René Vietto                  |
| 12ª (a) | Marselha-Saint-Raphaël               | 157      | François Neuens     | René Vietto                  |
| 12a (b) | Saint-Raphaël-Mónaco                 | 121      | Maurice Archambaud  | René Vietto                  |
| 13ª     | Mónaco-Mónaco                        | 102      | Pierre Gallien      | René Vietto                  |
| 14ª     | Mónaco-Digne-les-Bains               | 175      | Pierre Cloarec      | René Vietto                  |
| 15ª     | Digne-les-Bains-Briançon             | 219      | Sylvère Maes        | Sylvère Maes                 |
| 16ª (a) | Briançon-Bonneval-sur-Arc            | 126      | Pierre Jaminet      | Sylvère Maes                 |
| 16ª (b) | Bonneval-sur-Arc-Bourg-Saint-Maurice | 64 (CR)  | Sylvère Maes        | Sylvère Maes                 |
| 16ª (c) | Bourg-Saint-Maurice-Annecy           | 104      | Antoon Van Schendel | Sylvère Maes                 |
| 17ª (a) | Annecy-Dole                          | 226      | François Neuens     | Sylvère Maes                 |
| 17ª (b) | Dole-Dijon                           | 59 (CR)  | Maurice Archambaud  | Sylvère Maes                 |
| 18ª (a) | Dijon-Troyes                         | 151      | René Le Grevès      | Sylvère Maes                 |
| 18ª (b) | Troyes-Paris                         | 201      | Marcel Kint         | Sylvère Maes                 |

CR = Contra-relógio individual
CRE = Contra-relógio por equipes